# ایلیستان‌بتوو
ایلیستان‌بتوو (انگلیسی: Ilistanbetovo) یک شهرک در شهرستان کراسنوکامسکی استان باشقیرستان کشور روسیه است.